# Kożuchów

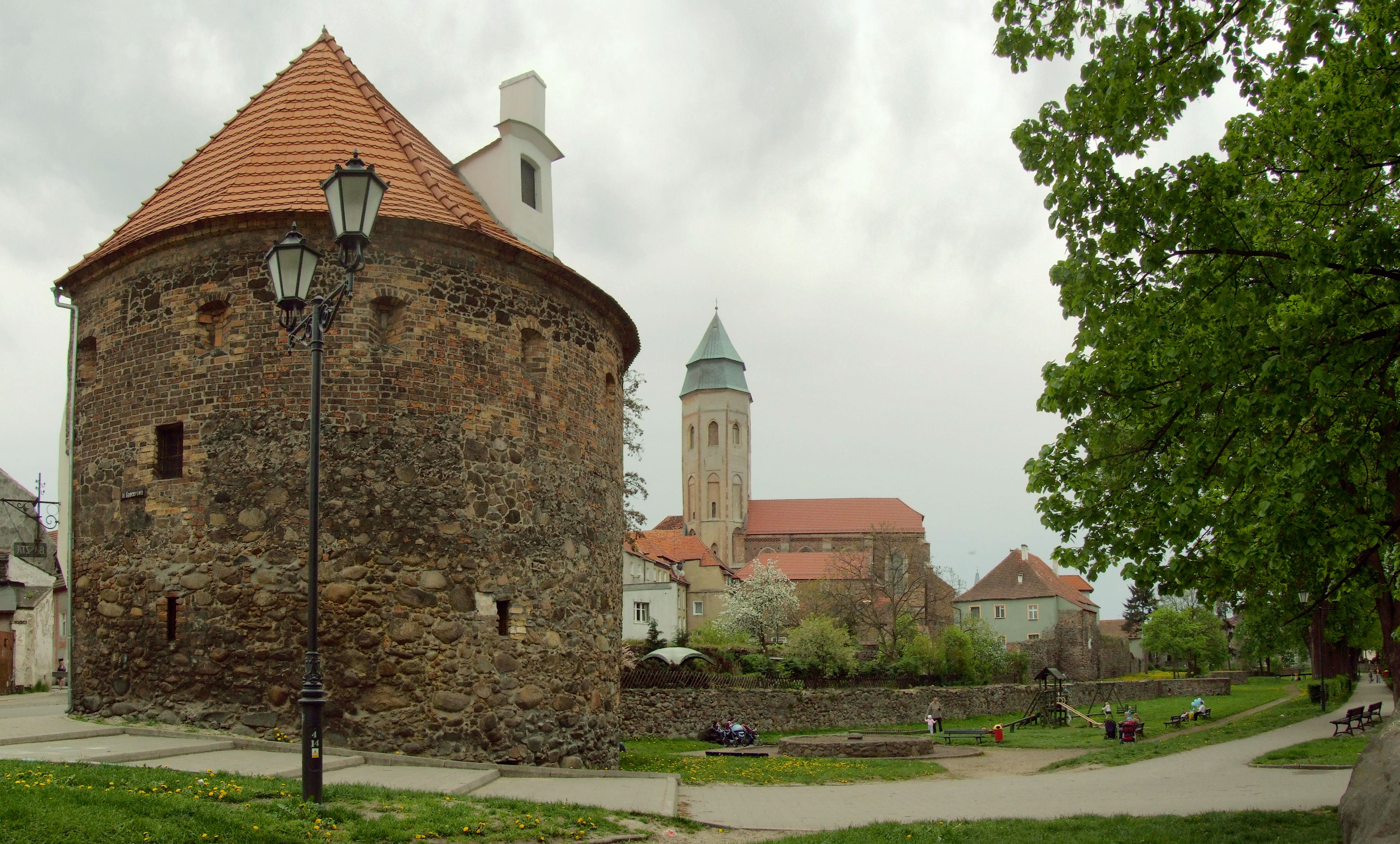
Kożuchów

Kożuchów este un oraș în Polonia.